# Uxue Apaolaza Larrea
Uxue Apaolaza Larrea (Hernani, Guipúscoa. 20 d'abril de 1981) és una escriptora èuscar.

## Obra
Narrativa
- Umeek gezurra esaten dutenetik (2005, Erein)
- Frantzisko Xabierkoa iheslaria biografia ondu (2008, Txertoa)
- Mea Culpa (2011, Elkar).[1]
- Bihurguneko nasa (2021, Susa).[2]

Articles
Ha col·laborat en diversos mitjans de comunicació bascos, com ara el diari Berria, la revista Argia o el suplement Ortzadar.
Obres traduïdes
- al català Des que els nens diuen mentides (Godall Edicions 2018)
- al castellà Desde que los niños mienten (Godall Edicions 2019]

## Premis
- Premi Igartza 2009 pel projecte de la novel·la Hiltzailea.[3]
- Premi Euskadi de Literatura 2022.[4]